# Quintino Rodrigues de Oliveira e Silva

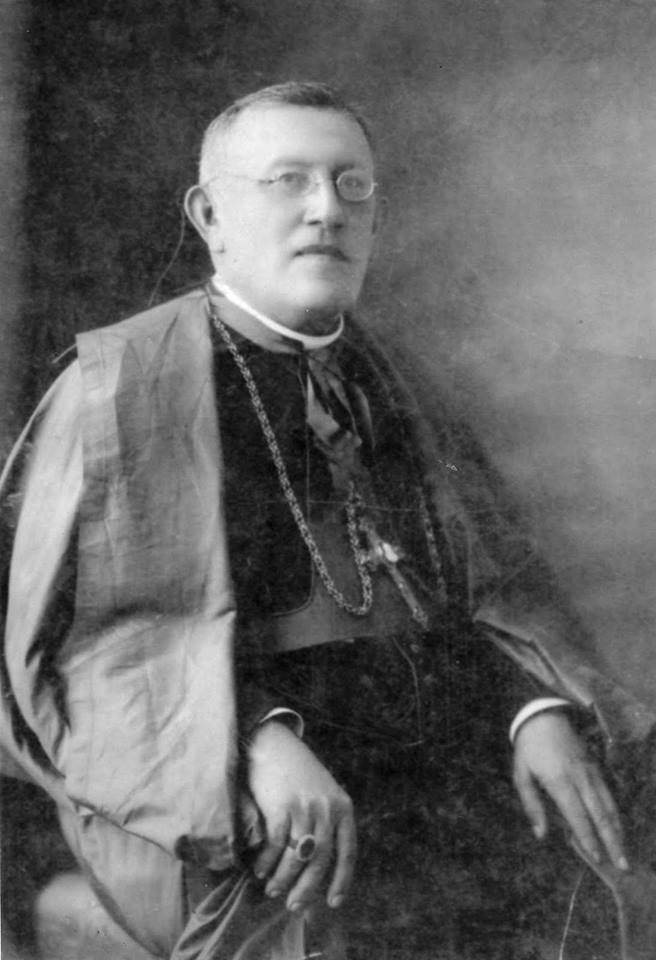
Quintino Rodrigues de Oliveira e Silva

Quintino Rodrigues de Oliveira e Silva (* 31. Oktober 1863 in Quixeramobim, Ceará; † 29. Dezember 1929) war ein brasilianischer Geistlicher und römisch-katholischer Bischof von Crato.

## Leben
Quintino Rodrigues de Oliveira e Silva empfing am 19. Juni 1886 das Sakrament der Priesterweihe.
Am 17. Februar 1913 wurde er zum Bischof von Piauí ernannt, trat das Amt aber nicht an.
Am 10. März 1915 ernannte ihn Papst Benedikt XV. zum ersten Bischof von Crato. Der Erzbischof von São Salvador da Bahia, Jerônimo Tomé da Silva, spendete ihm am 31. Oktober desselben Jahres die Bischofsweihe; Mitkonsekratoren waren der Bischof von Fortaleza, Manoel da Silva Gomes, und der Bischof von Aracaju, José Tomas Gomes da Silva. Die Amtseinführung erfolgte am 25. März 1916.